# Борисова, Евдокия Егоровна
Евдоки́я Его́ровна Бори́сова (1909 год, деревня Коноплиновка, Тамбовская губерния — ?) — депутат Верховного Совета СССР I созыва.

## Биография
Родилась в деревне Коноплиновка Староюрьевской волости Козловского уезда Тамбовской губернии. С 12-летнего возраста работала по найму у кулаков.
С 1929 г. доярка совхоза им. Ленина Староюрьевского района Рязанской (с 1938 — Тамбовской) области. В 1936 г. при среднем надое по племхозу 3300 литров надоила от своей группы коров по 4584 литра и была награждена орденом Ленина.
В 1939 году награждена большой серебряной медалью ВСХВ.
Депутат Совета Союза Верховного Совета СССР 1-го созыва (от Рязанской области, 1937—1946).
В годы войны стала директором совхоза. Оказывала помощь эвакуированным семьям офицеров г. Рославля; лично ездила на фронт — отвозила бойцам тёплую одежду и продукты, собранные работницами совхоза.
Награждена медалью «За доблестный труд в Великой Отечественной войне 1941—1945 гг.»